# Округ Мјелњик
Округ Мјелњик (чеш. Okres Mělník) је округ у Средњочешком крају, у Чешкој Републици. Административно средиште округа је град Мјелњик.

## Становништво
Према подацима о броју становника из 2012. године округ је имао 104.169 становника.